# 段氏与三十七部会盟碑
段氏与三十七部会盟碑位于中国云南省曲靖市麒麟区北园路曲靖一中爨文化博物馆内，1961年被列为第一批全国重点文物保护单位。
大理国明政三年（971年），段氏政权与大理以东三十七个部落在石城（今曲靖市）会盟后立此碑，后人又称石城会盟碑。此碑在明代尚有记载，后渐埋没于荒土中，清康熙年间出土，置城外武侯祠，道光二十九年（1850年）移于城内奎阁。1927年因战乱被掩埋，1937年重现后与爨宝子碑一同移于爨碑亭内，1989年在爨碑亭东10米处新建会盟碑亭单独陈列。碑高1.25米，宽0.58米，厚0.16米。书体为行楷，在中国书法史、西南民族史上有重要价值。

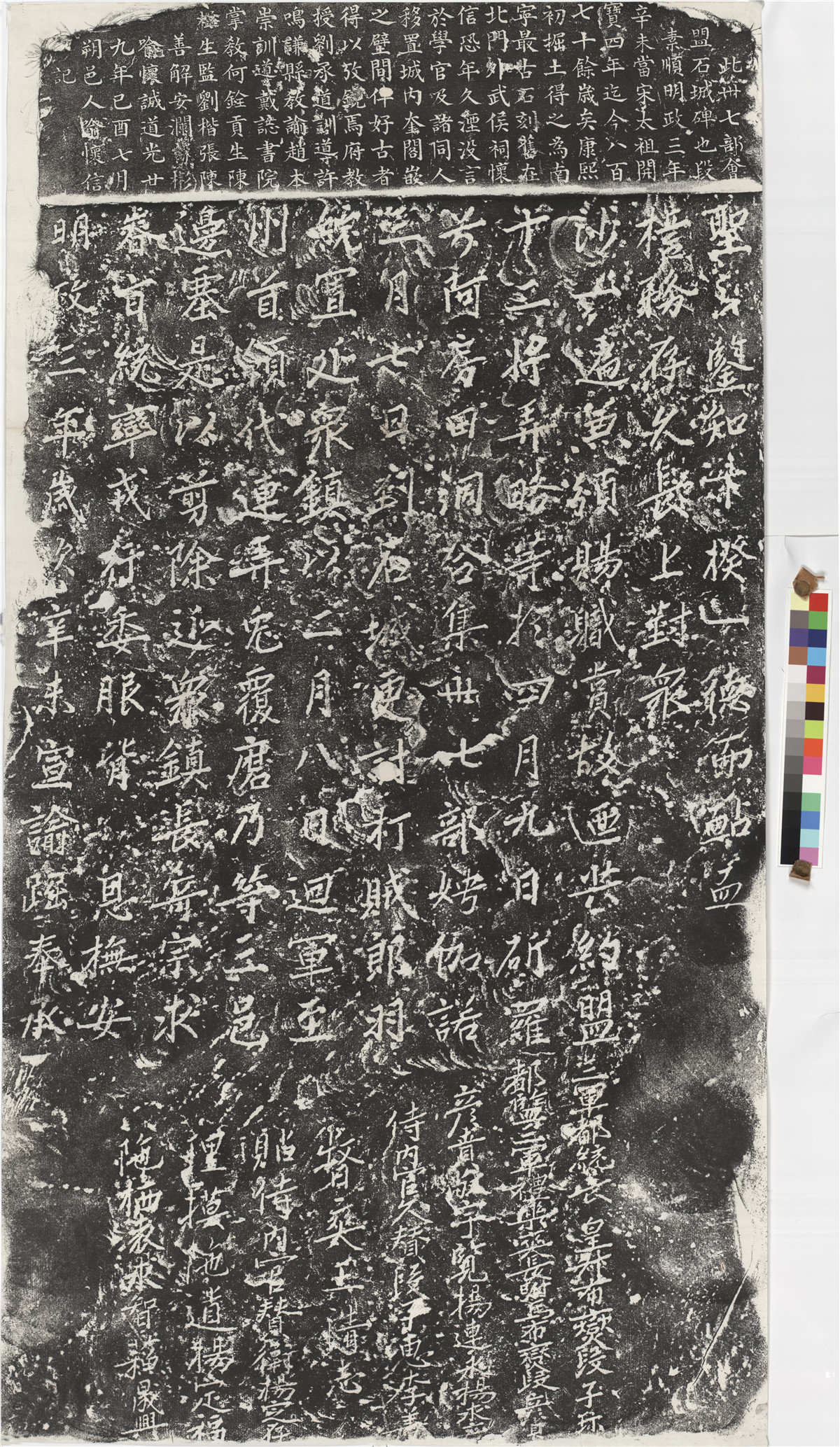
拓片
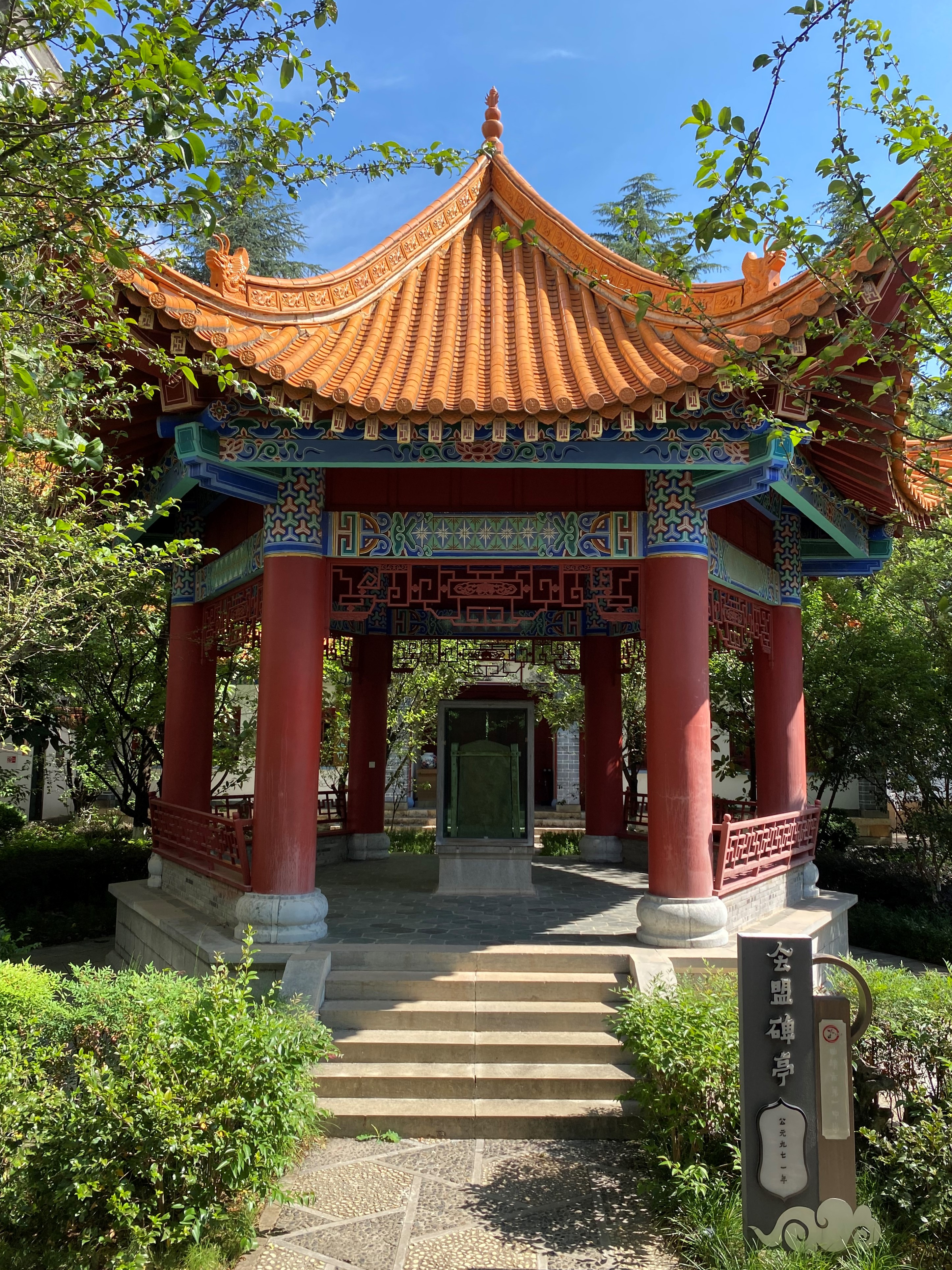
会盟碑亭